# Ora (bilmärke)
Ora är ett kinesiskt bilmärke för elbilar, ägt av Great Wall. Märket lanserades 2018 på Auto China-salongen.
Ora säljs i Europa, Asien, Afrika och Australien. I Sverige säljs märket sedan 2022. Generalagent för den svenska marknaden är International Motors.

## Bilmodeller

### Nuvarande
- Ora Good Cat
- Ora Ballet Cat
- Ora Lightning Cat

### Tidigare
- Ora iQ (2018–2020)
- Ora Black Cat (2019–2022)
- Ora White Cat (2020–2022)

## Kontroverser
I januari 2024 valde Bilia att sluta importera Ora-bilar till Norge på grund av ägaren Great Walls verksamhet i Ryssland.